# پورت تاونزند (واشینگتن)
پورت تاونزند (به انگلیسی: Port Townsend) شهری در شهرستان جفرسون ایالت واشنگتن است که در سرشماری سال ۲۰۱۰ میلادی، ۹۱۱۳ نفر جمعیت داشته است.